# Rolls-Royce Silver Ghost
Rolls-Royce Silver Ghost är en personbil, tillverkad av den brittiska biltillverkaren Rolls-Royce mellan 1907 och 1926.

## 40/50hp
Under de första åren hade Rolls-Royce ett ganska omfattande modellprogram. Målet var dock att tillverka en bil av högsta kvalitet som kunde konkurrera med de allra bästa. 1907 presenterade man en sådan bil och det var den enda modell som tillverkades under de följande 15 åren.
Bilen kallades först 40hp, vilket motsvarar den brittiska skatteklassen, men bytte snart namn till 40/50hp, där den sista siffran stod för motoreffekten. Benämningen Silver Ghost började inte användas förrän efterträdaren New Phantom presenterats.
Rolls-Royce använde sig av beprövad teknik och kantileverfjädringen till bakaxeln ansågs gammalmodig redan när bilen presenterades. Den sexcylindriga motorn hade, till skillnad från företrädarna, sidventiler och våtsumpsmörjning. Cylindermåtten var kvadratiska: 114,3 x 114,3 mm, vilket ger en cylindervolym på 7036 cm³. 1909 ökades slaglängden till 120,7 mm och cylindervolymen till 7428 cm³. Varje cylinder hade dubbla tändstift med magnettändning. Efter första världskriget infördes batteritändning och elektrisk belysning. Tidiga bilar hade en motoreffekt på 48 hk, men effektuttaget ökade successivt med åren och var till slut uppe i 80 hk.
Växellådan hade fyra växlar, med fyran som överväxel. 1909 byttes den mot en treväxlad låda, men redan 1913 återinfördes en fyrväxlad variant, nu med fyran som direktväxel. Bilen hade mekaniska bromsar endast på bakhjulen, men från 1923 erbjöds fyrhjulsbromsar med ett tidigt servosystem som extrautrustning.
1921 började Rolls-Royce tillverka 40/50-modellen även i USA,i en fabrik i Springfield, Massachusetts. De amerikanska bilarna hade treväxlad växellåda och tillverkades fram till 1926, ett år efter att tillverkningen avslutats i Derby.

## Silver Ghost
Den trettonde tillverkade 40/50-bilen, med chassinummer 60551, plockades ut av Rolls-Royce:s marknadschef Claude Johnson för att användas i företagets marknadsföring. Bilen försågs med en öppen fyrdörrars-kaross från Barker som lackerades i silvernyans. Många utsmyckningsdetaljer var silverpläterade. Bilen döptes till ”Silver Ghost”, med syftning på färgen och den spöklikt tysta gången. Johnson använde bilen till ett tillförlitlighetstest där den kördes 15 000 engelska mil (25 000 km) på kort tid för att visa hur pålitlig den nya Rollsen var. Detta vid en tid då bilar vanligen krävde en heltidsanställd chaufförs omsorger för att fungera. Silver Ghost klarade provet med glans och är troligen den enskilda Rolls-Royce som gjort mest för att etablera ryktet om ”Världens bästa bil”. Detta rykte ledde också till att 40/50-modellen kom att benämnas Silver Ghost.
Efter provtiden såldes bilen till en privatperson 1908, men 1948 återkom den i firmans ägo och vårdas numera ömt som en vital del i företagets historia. Efter alla turer runt försäljningen på 1990-talet finns den idag hos Volkswagen-ägda Bentley Motors.

## Tillverkning
- Silver Ghost (UK): 6 173
- Silver Ghost (US): 1 703